# Ионов, Виктор Петрович
Виктор Петрович Ионов (род. 26 июня 1934, Ижевск, УАССР, РСФСР, СССР) — советский и российский оружейник. С 1976 по 1986 годы — директор механосборочного производства завода «Ижмаш», в настоящее время — директор музея истории «Ижмаша». Герой Социалистического Труда (1982). Почётный гражданин Удмуртской Республики (2006).

## Биография
Виктор Петрович Ионов родился 26 июня 1934 года в Ижевске в семье рабочего. В 1952 году окончил Ижевскую среднюю школу № 30, в 1957 году – Ижевский механический институт (ныне — Ижевский государственный технический университет имени М. Т. Калашникова). По окончании вуза молодой специалист планировал отправиться в Ульяновск на строительство самолётов, однако его уговорили остаться в родном городе, предложив должность инженера-технолога на оружейном производстве Ижевского машиностроительного завода. На предприятии Виктор Петрович прошёл все ступени профессионального роста — от мастера до директора механосборочного производства.
В период руководства Виктора Петровича ствольным цехом № 102, являвшимся одним из самых сложных и ответственных, в 1971 году при освоении производства 7,62-мм автомата Калашникова модернизированного на предприятие поступила закупленная по импорту партия австрийских предназначенных для изготовления стволов методом редуцирования машин SHK-10. Специалисты из Австрии в силу секретности производства не были допущены на завод, вследствие чего местным работникам пришлось учиться работать на новом оборудовании самостоятельно. С поставленной задачей они справились, усовершенствовав при этом главный инструмент технологического процесса — дорн. За внедрение ковочной ствольной технологии методом редуцирования в массовое производство автоматов Виктор Петрович Ионов в 1976 году был награждён орденом Ленина.
Под руководством Ионова коллектив производства освоил выпуск шести новых изделий стрелкового оружия без снижения масштабов выпуска ранее освоенной продукции. За короткие сроки был выстроен новый цех и освоен выпуск оптических прицелов, введено в эксплуатацию 100 тысяч квадратных метров новых площадей во вновь построенном корпусе с полной механизацией производственных процессов, введено в действие 8 километров конвейеров, более 600 единиц нового высокопроизводительного оборудования. Совершенствование технологических процессов позволили за 10-ю пятилетку успешно выполнить государственное задание по освоению и выпуску ряда новых изделий, в том числе автоматов АК-74 и АК-74У. Объём производства увеличился в 1,5 раза, а производительность труда — на 63 %, при этом была получена экономия около одного миллиона рублей.
Указом Президиума Верховного Совета СССР от 30 августа 1982 года за достигнутые успехи и большой личный вклад в выполнение народнохозяйственных планов Виктору Петровичу Ионову было присвоено звание Героя Социалистического Труда с вручением ордена Ленина и золотой медали «Серп и Молот».
Позднее Виктор Петрович работал заместителем главного инженера и заместителем генерального директора «Ижмаша» по качеству, а с 1998 года после выхода на пенсию работает директором музея завода «Ижмаш», где активно пропагандирует историческое наследие предприятия. Под его началом в музее открылась постоянно действующая рубрика «Они сражались за Родину на фронтах и в тылу».
Указом Президента Удмуртской Республики от 25 октября 2006 года № 165 за большой вклад в социально-экономическое развитие Удмуртской Республики Виктору Петровичу Ионову было присвоено почётное звание «Почётный гражданин Удмуртской Республики». 

## Интересные факты
- В 2019 году в рамках фестиваля стрит-арта и уличного искусства фасад одного из домов в Ижевске (ул. Лихвинцева, 56) был украшен портретом Виктора Петровича[5].